# Armorial des communes du Nord (D-H)
- il comporte peu ou pas de sources.

Cette page donne les armoiries connues (figures et blasonnements) des communes du Nord dont l'initiale est D, E, F, G ou H. Les communes ne disposant pas d'un blason, ou celles arborant un pseudo-blason, sont volontairement exclues de cet armorial.
Pour les autres communes du département, voir le lien ci-dessous :
Pour les articles homonymes, voir Armorial des communes du Nord.

0 dessin(s) en attente (voir : )

## D

### De Da à Di
| Blason de Damousies | Blason  | Bandé d'or et de gueules.                        |
| Blason de Damousies | Détails | Le statut officiel du blason reste à déterminer. |

| Blason de Dechy | Blason  | Mi-parti d'or à une aigle bicéphale de sable, et de France ancien. |
| Blason de Dechy | Détails | Le statut officiel du blason reste à déterminer.                   |

| Blason de Dehéries | Blason  | De gueules à une étoile d'argent.                |
| Blason de Dehéries | Détails | Le statut officiel du blason reste à déterminer. |

| Blason de Denain | Blason  | D'or à la croix engrêlée de gueules, à un lambel d'argent à six pendants brochant. |
| Blason de Denain | Détails | Le statut officiel du blason reste à déterminer.                                   |

| Blason de Deûlémont | Blason  | Écartelé de gueules à une fleur de lis d'argent (Lille) et d'or au lion de sable lampassé de gueules (Nord); à la crosse d'or mise en pal brochant sur l'écartelé ; sur le tout d'or au créquier de gueules. |
| Blason de Deûlémont | Détails | Le statut officiel du blason reste à déterminer. |

| Blason de Dimechaux | Blason  | Bandé d'or et de gueules.                        |
| Blason de Dimechaux | Détails | Le statut officiel du blason reste à déterminer. |

| Blason de Dimont | Blason  | Bandé d'or et de gueules                         |
| Blason de Dimont | Détails | Le statut officiel du blason reste à déterminer. |

### De Do à Du
| Blason de Doignies | Blason  | D'azur à un écusson d'or, au chef cousu de gueules* chargé de trois fermaux d'or rangés en fasce. |
| Blason de Doignies | Détails | * Ces armes emploient le terme « cousu » dans le seul but de contrevenir à la règle de contrariété des couleurs : elles sont fautives (gueules sur azur). Le statut officiel du blason reste à déterminer. |

| Blason de Dompierre-sur-Helpe | Blason  | D'azur au chevron d'argent accompagné de trois aigles d'or languées et onglées de gueules. |
| Blason de Dompierre-sur-Helpe | Détails | Le statut officiel du blason reste à déterminer.                                           |

| Blason de Douai | Blason  | De gueules plain. |
| Blason de Douai | Détails | Enregistré à l'Armorial de France en 1697. |
| Blason de Douai | Alias   | De gueules au «d» gothique d'or Était en usage aux XVIe et XVIIe siècles. |
| Blason de Douai | Alias   | De gueules percé en cœur par une flèche d'or lancée d'en haut à dextre, faisant jaillir un flot de sang au naturel, d'où découlent six gouttes de sang aussi au naturel. Inventé vers 1730 On trouve deux variantes. |

| Blason de Douchy-les-Mines | Blason  | Burelé d'argent et d'azur de dix pièces, à deux bars adossés d'or brochant sur le tout. |
| Blason de Douchy-les-Mines | Détails | Le statut officiel du blason reste à déterminer.                                        |

| Blason de Doulieu (Le) | Blason  | De gueules au sautoir de vair.                   |
| Blason de Doulieu (Le) | Détails | Le statut officiel du blason reste à déterminer. |

| Blason de Dourlers | Blason  | D'azur au lion d'or tenant en ses pattes une clef d'argent, le panneton en haut et à dextre. |
| Blason de Dourlers | Détails | Le statut officiel du blason reste à déterminer.                                             |

| Blason de Drincham | Blason  | Échiqueté d'argent et d'azur, à la bordure de gueules. |
| Blason de Drincham | Détails | Le statut officiel du blason reste à déterminer.       |

| Blason de Dunkerque | Blason  | Coupé d'or au lion léopardé de sable armé et lampassé de gueules, et d'argent au dauphin couché d'azur crêté, barbé, lorré, peautré et oreillé de gueules. |
| Blason de Dunkerque | Détails | Le statut officiel du blason reste à déterminer. |
| Blason de Dunkerque | Alias   | Coupé d'or au lion de sable armé et lampassé de gueules; au second, d'argent au bar pâmé d'azur. Avant 1696. - Croix de Chevalier de la Légion d'Honneur - 1919, - Croix de Guerre avec Palmes - 1917 et 1940, - Distinguished Service Cross - 1919. - Citation : "Dunkerque a bien mérité de la Patrie" - 1793, - Citation : "Ville héroïque, sert d'exemple à toute la Nation" - 1917. |

La commune de Don ne dispose pas d'un blason connu à ce jour.

## E

### De Eb à Em
| Blason de Ebblinghem | Blason  | D'argent à une fasce d'azur accompagnée de sept mouchetures d'hermine rangées en fasce, quatre en chef et trois en pointe. |
| Blason de Ebblinghem | Détails | Le statut officiel du blason reste à déterminer.                                                                           |

| Blason de Écaillon | Blason  | D'argent à la croix engrêlée de gueules.         |
| Blason de Écaillon | Détails | Le statut officiel du blason reste à déterminer. |

| Blason de Eccles | Blason  | D'argent à trois lionceaux de gueules armés, lampassés et couronnés d'or. |
| Blason de Eccles | Détails | Le statut officiel du blason reste à déterminer.                          |

| Blason de Éclaibes | Blason  | De gueules à trois lionceaux d'argent couronnés d'or. |
| Blason de Éclaibes | Détails | Le statut officiel du blason reste à déterminer.      |

| Blason de Écuélin | Blason  | D'azur au chevron d'argent accompagné de trois aigles d'or languées et onglées de gueules. |
| Blason de Écuélin | Détails | Le statut officiel du blason reste à déterminer.                                           |

| Blason de Eecke | Blason  | De gueules au sautoir de vair.                   |
| Blason de Eecke | Détails | Le statut officiel du blason reste à déterminer. |

| Blason de Élesmes | Blason  | D'argent à la bande d'azur.                      |
| Blason de Élesmes | Détails | Le statut officiel du blason reste à déterminer. |

| Blason de Élincourt | Blason  | De gueules au franc-quartier d'hermine.          |
| Blason de Élincourt | Détails | Le statut officiel du blason reste à déterminer. |

| Blason de Émerchicourt | Blason  | D'argent à une truie de sable passant sur une terrasse de sinople. |
| Blason de Émerchicourt | Détails | Le statut officiel du blason reste à déterminer.                   |

| Blason de Emmerin | Blason  | De gueules au lion d'or armé, lampassé et couronné d'azur. |
| Blason de Emmerin | Détails | Le statut officiel du blason reste à déterminer.           |

### De En à Er
| Blason de Englefontaine | Blason  | De vair à trois pals de gueules.                 |
| Blason de Englefontaine | Détails | Le statut officiel du blason reste à déterminer. |

| Blason de Englos | Blason  | De sable à un écusson d'argent.                  |
| Blason de Englos | Détails | Le statut officiel du blason reste à déterminer. |

| Blason de Ennetières-en-Weppes | Blason  | De sable au chef d'argent.                       |
| Blason de Ennetières-en-Weppes | Détails | Le statut officiel du blason reste à déterminer. |

| Blason de Ennevelin | Blason  | Fascé-contre-fascé d'or et d'azur de quatre pièces. |
| Blason de Ennevelin | Détails | Le statut officiel du blason reste à déterminer.    |

| Blason de Eppe-Sauvage | Blason  | De gueules à trois pals d'or, à la bordure engrêlée d'azur. |
| Blason de Eppe-Sauvage | Détails | Le statut officiel du blason reste à déterminer.            |

| Blason de Erchin | Blason  | D'argent à trois chevrons de sable.              |
| Blason de Erchin | Détails | Le statut officiel du blason reste à déterminer. |

| Blason de Eringhem | Blason  | Gironné d'or et d'azur de dix pièces, sur le tout de gueules plain. |
| Blason de Eringhem | Détails | Le statut officiel du blason reste à déterminer.                    |

| Blason de Erquinghem-le-Sec | Blason  | D'or à cinq cotices de gueules, au franc-canton du même. |
| Blason de Erquinghem-le-Sec | Détails | Le statut officiel du blason reste à déterminer.         |

| Blason de Erquinghem-Lys | Blason  | D'or au lion de sable, à la bande componée d'argent et de gueules brochant sur le tout. |
| Blason de Erquinghem-Lys | Détails | Le statut officiel du blason reste à déterminer.                                        |

| Blason de Erre | Blason  | D'or à un rais d'escarboucle de sable chargé en son cœur d'un rubis. |
| Blason de Erre | Détails | Le statut officiel du blason reste à déterminer.                     |

### De Es à Et
| Blason de Escarmain | Blason  | D'or au lion de gueules.                         |
| Blason de Escarmain | Détails | Le statut officiel du blason reste à déterminer. |

| Blason de Escaudain | Blason  | Écartelé: au premier de gueules à trois écussons d'or et à la bande d'azur brochante, au deuxième d'azur à la bande vivrée d'or côtoyée de six trèfles du même, trois en chef et trois en pointe, au troisième d'azur semé de fleurs de lis d'or, au quatrième de gueules à la tour d'or ouverte et maçonnée de sable. |
| Blason de Escaudain | Détails | Le statut officiel du blason reste à déterminer. |
| Blason de Escaudain | Alias   | D'azur semé de fleurs de lis d'or. |

| Blason de Escaudœuvres | Blason  | De sinople à trois fasces d'hermine.                          |
| Blason de Escaudœuvres | Détails | Depuis 1980. Le statut officiel du blason reste à déterminer. |
| Blason de Escaudœuvres | Alias   | D'hermine au chef de gueules. Ancien blason.                  |

| Blason de Escaufourt | Blason  | De gueules à 3 chevrons d'or, au lambel de 4 pendants du même.                                 |
| Blason de Escaufourt | Détails | Escaufourt ancienne commune de Saint-Souplet. Le statut officiel du blason reste à déterminer. |

| Blason de Escautpont | Blason  | Coupé d'un parti de sinople à une gerbe d'or, et de gueules à une ruche d'or accompagnée en chef de deux abeilles en vol du même ; et d'azur à un pont isolé de trois arches d'or maçonné de sable et chargé, sur son tablier, des lettres capitales « S P Q R » du même. |
| Blason de Escautpont | Détails | Le statut officiel du blason reste à déterminer. |

| Blason de Escobecques | Blason  | De sinople à trois trèfles d'or.                 |
| Blason de Escobecques | Détails | Le statut officiel du blason reste à déterminer. |

| Blason de Esnes | Blason  | De sable à dix losanges accolées et aboutées d'argent, ordonnées 3,3,3 et 1. |
| Blason de Esnes | Détails | Le statut officiel du blason reste à déterminer.                             |

| Blason de Esquelbecq | Blason  | D'or au chevron d'azur accompagné de trois étoiles de gueules. |
| Blason de Esquelbecq | Détails | Devise : "vaincre ou mourir" Le statut officiel du blason reste à déterminer.                                                                                     |
| Blason de Esquelbecq | Alias   | De gueules au chevron d'hermine accompagné de trois molettes à six rais d'argent. Il serait souvent repris par erreur sous le blason des Ghistelles d'Esquelbecq. |

| Blason de Esquerchin | Blason  | Bandé de gueules et de vair, une cotice de sable brochant en barre sur le tout. |
| Blason de Esquerchin | Détails | Le statut officiel du blason reste à déterminer.                                |

| Blason de Esquermes | Blason  | De gueules au nom d'Esquermes d'or, mis en bande entre deux cotices du même, et accompagné en chef senestre d'un écusson du même au lion de sable. |
| Blason de Esquermes | Détails | Blason historique : la commune ayant été annexée par Lille en 1858. Le statut officiel du blason reste à déterminer.                               |

| Blason de Estaires | Blason  | Coupé d'argent et de gueules, à une croix ancrée de l'un en l'autre . |
| Blason de Estaires | Détails | Le statut officiel du blason reste à déterminer.                      |

| Blason de Estourmel | Blason  | De gueules à la croix dentelée d'argent.         |
| Blason de Estourmel | Détails | Le statut officiel du blason reste à déterminer. |

| Blason de Estrées | Blason  | De sinople à la fasce d'hermine.                 |
| Blason de Estrées | Détails | Le statut officiel du blason reste à déterminer. |

| Blason de Estreux | Blason  | De France.                                       |
| Blason de Estreux | Détails | Le statut officiel du blason reste à déterminer. |

| Blason de Estrun | Blason  | D'or à trois lionceaux d'azur, au chef de gueules chargé de Notre-Dame-de-Grâce de carnation à mi-corps, tenant à senestre l'Enfant Jésus, et vêtue de gueules et d'azur. |
| Blason de Estrun | Détails | Le statut officiel du blason reste à déterminer. |

| Blason de Eswars | Blason  | De gueules à la bande d'or chargée en chef d'un lion d'azur armé et lampassé de gueules. |
| Blason de Eswars | Détails | Le statut officiel du blason reste à déterminer.                                         |

| Blason de Eth | Blason  | D'or à la croix engrêlée de gueules.             |
| Blason de Eth | Détails | Le statut officiel du blason reste à déterminer. |

| Blason de Étrœungt | Blason  | Écartelé d'argent à trois fasces de gueules et du premier à trois doloires du second, celles du chef adossées. |
| Blason de Étrœungt | Détails | Le statut officiel du blason reste à déterminer.                                                               |

## F

### Fa
| Blason de Faches-Thumesnil | Blason  | Écartelé de sable à six besants d'or 3 et 3, au lion du même armé et lampassé de gueules brochant sur le tout (d'après Faches) ; et d'azur à l'écusson d'argent surmonté de trois étoiles à six rais d'or rangées en chef. |
| Blason de Faches-Thumesnil | Détails | Le statut officiel du blason reste à déterminer. |
| Blason de Faches-Thumesnil | Alias   | De sable besanté d'or, au lion du même armé et lampassé de gueules brochant sur le tout. Ancien blason de Thumesnil. |

| Blason de Famars | Blason  | De sable billeté d'or, au lion du même armé, lampassé et couronné d'argent, brochant sur le tout.                                             |
| Blason de Famars | Détails | Conflit héraldique : les griffes, la langue et la couronne du lion sont représentées grises. Le statut officiel du blason reste à déterminer. |

| Blason de Faumont | Blason  | Gironné d'or et d'azur de dix pièces, sur le tout de gueules plain. |
| Blason de Faumont | Détails | Le statut officiel du blason reste à déterminer.                    |

| Blason de Favril (Le) | Blason  | De gueules à trois pals de vair, au chef d'or.   |
| Blason de Favril (Le) | Détails | Le statut officiel du blason reste à déterminer. |

### Fe
| Blason de Féchain | Blason  | De sable à la bande d'or.                        |
| Blason de Féchain | Détails | Le statut officiel du blason reste à déterminer. |

| Blason de Feignies | Blason  | D'or au lion de sable armé et lampassé de gueules. |
| Blason de Feignies | Détails | Le statut officiel du blason reste à déterminer.   |

| Blason de Felleries | Blason  | Bandé d'or et de gueules.                        |
| Blason de Felleries | Détails | Le statut officiel du blason reste à déterminer. |

| Blason de Fenain | Blason  | D'or à un rais d'escarboucle de sable chargé en son cœur d'un rubis de gueules. |
| Blason de Fenain | Détails | Le statut officiel du blason reste à déterminer.                                |

| Blason de Férin | Blason  | Mi-parti d'or à une aigle de sable et de France ancien. |
| Blason de Férin | Détails | Le statut officiel du blason reste à déterminer.        |

| Blason de Féron | Blason  | Écartelé d'argent à trois fasces de gueules et du premier à trois doloires du second, celles du chef adossées. |
| Blason de Féron | Détails | Le statut officiel du blason reste à déterminer.                                                               |

| Blason de Ferrière-la-Grande | Blason  | Écartelé d'argent à trois fasces de gueules ; et du premier à trois doloires du second, celles du chef adossées. |
| Blason de Ferrière-la-Grande | Détails | Le statut officiel du blason reste à déterminer.                                                                 |

| Blason de Ferrière-la-Petite | Blason  | De gueules à la fasce d'argent chargée de trois brêmes au naturel. |
| Blason de Ferrière-la-Petite | Détails | Le statut officiel du blason reste à déterminer.                   |

### de Fi à Fl
| Blason de Fives | Blason  | D'azur semé de fleurs de lis d'or, à un buste de saint Nicaise au naturel, vêtu d'or et mitré d'argent, brochant sur le tout. |
| Blason de Fives | Détails | Blason historique : Fives a été annexé à Lille en 1858. Le statut officiel du blason reste à déterminer.                      |

| Blason de Flamengrie (La) | Blason  | Bandé d'argent et de gueules.                    |
| Blason de Flamengrie (La) | Détails | Le statut officiel du blason reste à déterminer. |

| Blason de Flaumont-Waudrechies | Blason  | D'or à trois chevrons de sable.                  |
| Blason de Flaumont-Waudrechies | Détails | Le statut officiel du blason reste à déterminer. |

| Blason de Flers-en-Escrebieux | Blason  | D'argent au chevron de gueules accompagné d'un annelet du même en pointe. |
| Blason de Flers-en-Escrebieux | Détails | Le statut officiel du blason reste à déterminer.                          |

| Blason de Flers-lez-Lille | Blason  | De gueules au chef échiqueté d'argent et d'azur de trois tires.                                                                                             |
| Blason de Flers-lez-Lille | Détails | Blason historique, la commune ayant fusionné en 1970 pour former la commune nouvelle de Villeneuve-d'Ascq. Le statut officiel du blason reste à déterminer. |

| Blason de Flesquières | Blason  | D'azur à trois étoiles d'or. Ornements extérieursCroix de guerre 1914-1918 |
| Blason de Flesquières | Détails | Adopté.                                                                    |

| Blason de Flêtre | Blason  | D'argent à trois fleurs de lys au pied nourri de gueules. |
| Blason de Flêtre | Détails | Le statut officiel du blason reste à déterminer.          |

| Blason de Flines-lès-Mortagne | Blason  | D'or à la croix de gueules.                      |
| Blason de Flines-lès-Mortagne | Détails | Le statut officiel du blason reste à déterminer. |

| Blason de Flines-lez-Raches | Blason  | D'or au lion de sable, armé et lampassé de gueules. |
| Blason de Flines-lez-Raches | Détails | Le statut officiel du blason reste à déterminer.    |

| Blason de Floursies | Blason  | D'azur à trois clefs d'or mises en pal, les pannetons en haut et à dextre. |
| Blason de Floursies | Détails | Le statut officiel du blason reste à déterminer.                           |

| Blason de Floyon | Blason  | Fascé de vair et de gueules, chaque fasce de gueules chargée de trois besants d'argent. |
| Blason de Floyon | Détails | Le statut officiel du blason reste à déterminer.                                        |

### Fo
| Blason de Fontaine-au-Bois | Blason  | D'azur à la croix d'argent.                      |
| Blason de Fontaine-au-Bois | Détails | Le statut officiel du blason reste à déterminer. |

| Blason de Fontaine-au-Pire | Blason  | D'azur à une étoile d'or, accompagnée en chef d'un lambel du même. |
| Blason de Fontaine-au-Pire | Détails | Le statut officiel du blason reste à déterminer.                   |

| Blason de Fontaine-Notre-Dame | Blason  | D'or à la Vierge à l'Enfant de carnation tenant à senestre l'Enfant Jésus, vêtue de gueules et d'azur et assise sur un trône de sable. |
| Blason de Fontaine-Notre-Dame | Détails | Armes parlantes. (Notre Dame est dessinée) Le statut officiel du blason reste à déterminer.                                            |

| Blason de Forenville | Blason  | De sable à dix losanges accolées et aboutées d'argent, 3, 3, 3 et 1.                                                                                                  |
| Blason de Forenville | Détails | Blason historique, la commune ayant fusionné en 1964 avec celle de Séranvillers pour former Séranvillers-Forenville. Le statut officiel du blason reste à déterminer. |

| Blason de Forest-en-Cambrésis | Blason  | D'argent à trois croissants de sable.            |
| Blason de Forest-en-Cambrésis | Détails | Le statut officiel du blason reste à déterminer. |

| Blason de Forest-sur-Marque | Blason  | De gueules au chef d'argent.                     |
| Blason de Forest-sur-Marque | Détails | Le statut officiel du blason reste à déterminer. |

| Blason de Fort-Mardyck | Blason  | De gueules à une licorne saillante d'argent, au chef d'azur chargé d'un soleil d'or, le tout enfermé dans une bordure bretessée du même. |
| Blason de Fort-Mardyck | Détails | Le statut officiel du blason reste à déterminer.                                                                                         |

| Blason de Fourmies | Blason  | Parti d'un coupé d'argent à trois fasces de gueules (de Croÿ) et de gueules plain (d'Albret) ; et d'un bandé d'or et de gueules (qui est Avesnes). |
| Blason de Fourmies | Détails | Le statut officiel du blason reste à déterminer.                                                                                                   |

| Blason de Fournes-en-Weppes | Blason  | Bandé d'argent et de gueules.                    |
| Blason de Fournes-en-Weppes | Détails | Le statut officiel du blason reste à déterminer. |

### Fr
| Blason de Frasnoy | Blason  | D'or à trois pals d'azur et une tour d'argent brochant sur le pal du milieu. |
| Blason de Frasnoy | Détails | Le statut officiel du blason reste à déterminer.                             |

| Blason de Frelinghien | Blason  | D'azur au nom de Frelinghien d'argent, mis en bande entre deux cotices d'or, et accompagné en chef à senestre d'un écu d'or au lion de sable. |
| Blason de Frelinghien | Détails | Le statut officiel du blason reste à déterminer.                                                                                              |

| Blason de Fresnes-sur-Escaut | Blason  | De gueules au chef d'or.                         |
| Blason de Fresnes-sur-Escaut | Détails | Le statut officiel du blason reste à déterminer. |

| Blason de Fressain | Blason  | De gueules à dix losanges accolées et aboutées d'argent, 3, 3, 3 et 1. |
| Blason de Fressain | Détails | Le statut officiel du blason reste à déterminer.                       |

| Blason de Fressies | Blason  | D'or à la croix engrêlée de sable, au canton de gueules.                                                                    |
| Blason de Fressies | Détails | Conflit héraldique : le dessin indique un franc-quartier et non un canton. Le statut officiel du blason reste à déterminer. |

| Blason de Fretin | Blason  | Bandé d'argent et d'azur.                        |
| Blason de Fretin | Détails | Le statut officiel du blason reste à déterminer. |

| Blason de Fromelles | Blason  | D'argent à la croix de gueules.                  |
| Blason de Fromelles | Détails | Le statut officiel du blason reste à déterminer. |

## G

### De Ge à Gl
| Blason de Genech | Blason  | D'hermine à la croix de gueules chargée de cinq quintefeuilles d'or. |
| Blason de Genech | Détails | Le statut officiel du blason reste à déterminer.                     |

| Blason de Ghissignies | Blason  | Parti de France ancien, et de sinople à la fasce d'argent. |
| Blason de Ghissignies | Détails | Le statut officiel du blason reste à déterminer.           |

| Blason de Ghyvelde | Blason  | D'hermine à une bande de gueules chargée de trois coquilles d'or. |
| Blason de Ghyvelde | Détails | Le statut officiel du blason reste à déterminer.                  |

| Blason de Glageon | Blason  | D'hermine à la bande de gueules.                 |
| Blason de Glageon | Détails | Le statut officiel du blason reste à déterminer. |

### Go
| Blason de Godewaersvelde | Blason  | Fascé de gueules et de vair de huit pièces.      |
| Blason de Godewaersvelde | Détails | Le statut officiel du blason reste à déterminer. |

| Blason de Gœulzin | Blason  | De gueules au pairle d'hermine.                  |
| Blason de Gœulzin | Détails | Le statut officiel du blason reste à déterminer. |

| Blason de Gognies-Chaussée | Blason  | D'azur à la croix ancrée d'argent.               |
| Blason de Gognies-Chaussée | Détails | Le statut officiel du blason reste à déterminer. |

| Blason de Gommegnies | Blason  | De gueules à une licorne assise d'argent ; au chef ondé cousu* d'azur chargé de deux clés d'or passées en sautoir adextrées d'un maillet du même et senestrées d'une gerbe d'or liée de gueules. Devise / CriTaire ou bien dire |
| Blason de Gommegnies | Détails | * Ces armes emploient le terme « cousu » dans le seul but de contrevenir à la règle de contrariété des couleurs : elles sont fautives. Le statut officiel du blason reste à déterminer.                                         |
| Blason de Gommegnies | Alias   | De gueules à la fasce d'or, accompagnée en chef d'une divise vivrée du même. Blason donné par Théodore Leuridan dans son Armorial des communes du département du Nord de 1909.                                                  |

| Blason de Gondecourt | Blason  | D'argent à la croix de gueules chargée de cinq coquilles du champ. |
| Blason de Gondecourt | Détails | Le statut officiel du blason reste à déterminer.                   |

| Blason de Gonnelieu | Blason  | D'or à la bande de sable.                        |
| Blason de Gonnelieu | Détails | Le statut officiel du blason reste à déterminer. |

| Blason de Gorgue (La) | Blason  | D'azur semé de coquilles d'or, au chef d'argent chargé d'un lion issant de sable. |
| Blason de Gorgue (La) | Détails | Le statut officiel du blason reste à déterminer.                                  |

| Blason de Gouzeaucourt | Blason  | D'azur à l'écusson d'argent.                     |
| Blason de Gouzeaucourt | Détails | Le statut officiel du blason reste à déterminer. |

### De Gr à Gu
| Blason de Grand-Fayt | Blason  | D'argent à trois fasces de gueules.              |
| Blason de Grand-Fayt | Détails | Le statut officiel du blason reste à déterminer. |

| Blason de Grand-Fort-Philippe | Blason  | D'or au lion de sable à la bordure de gueules, l'écusson brochant sur une ancre de sable à la gumène d'argent. |
| Blason de Grand-Fort-Philippe | Détails | Le statut officiel du blason reste à déterminer.                                                               |

| Blason de Grande-Synthe | Blason  | D'azur à une fleur de lis d'or, au chef d'argent chargé d'un lion léopardé de sable. |
| Blason de Grande-Synthe | Détails | Le statut officiel du blason reste à déterminer.                                     |

| Blason de Gravelines | Blason  | D'or au lion de sable lampassé de gueules, à la bordure endentée du même. |
| Blason de Gravelines | Détails | Le statut officiel du blason reste à déterminer.                          |

| Blason de Groise (La) | Blason  | Taillé de gueules à un château fort d'argent ouvert de sable et chargé sur sa porte d'un K du même ; et d'azur à un dragon d'or armé et lampassé de gueules ; à une épée d'or versée garnie d'argent, chargée d'une croix de gueules gironnée à huit pointes, brochant sur la partition. |
| Blason de Groise (La) | Détails | Le statut officiel du blason reste à déterminer. |

| Blason de Gruson | Blason  | De sinople à la fasce d'hermine.                 |
| Blason de Gruson | Détails | Le statut officiel du blason reste à déterminer. |

| Blason de Guesnain | Blason  | D'argent à trois chevrons de sable.              |
| Blason de Guesnain | Détails | Le statut officiel du blason reste à déterminer. |

| Blason de Gussignies | Blason  | D'or à trois aiglettes bicéphales de gueules.    |
| Blason de Gussignies | Détails | Le statut officiel du blason reste à déterminer. |

## H

### Ha
| Blason de Hallennes-lez-Haubourdin | Blason  | D'or à cinq cotices de gueules.                  |
| Blason de Hallennes-lez-Haubourdin | Détails | Le statut officiel du blason reste à déterminer. |

| Blason de Halluin | Blason  | D'argent à trois lionceaux de sable lampassés de gueules, armés et couronnés d'or. |
| Blason de Halluin | Détails | Le statut officiel du blason reste à déterminer.                                   |

| Blason de Hamel | Blason  | De sinople au chef d'hermine.                    |
| Blason de Hamel | Détails | Le statut officiel du blason reste à déterminer. |

| Blason de Hantay | Blason  | D'argent à trois fasces de gueules, à la bordure d'azur. |
| Blason de Hantay | Détails | Le statut officiel du blason reste à déterminer.         |

| Blason de Hardifort | Blason  | D'argent à trois cors de sable liés de gueules et virolés d'or, les embouchures à senestre. |
| Blason de Hardifort | Détails | Le statut officiel du blason reste à déterminer.                                            |

| Blason de Hargnies | Blason  | D'azur à trois clefs d'or mises en pal, les pannetons en haut et à dextre. |
| Blason de Hargnies | Détails | Le statut officiel du blason reste à déterminer.                           |

| Blason de Hasnon | Blason  | Coupé d'azur à la bande d'argent accostée de deux épées versées d'argent garnies d'or en pal ; et de sable à une clef d'argent en pal, le panneton en haut et à dextre. |
| Blason de Hasnon | Détails | Le statut officiel du blason reste à déterminer. |

| Blason de Haspres | Blason  | Parti de France ancien et de sinople à la fasce d'argent. |
| Blason de Haspres | Détails | Le statut officiel du blason reste à déterminer.          |

| Blason de Haubourdin | Blason  | De gueules au lion d'or armé, lampassé et couronné d'azur. |
| Blason de Haubourdin | Détails | Le statut officiel du blason reste à déterminer.           |

| Blason de Haucourt-en-Cambrésis | Blason  | D'argent billeté de gueules, au lion du même brochant sur le tout. |
| Blason de Haucourt-en-Cambrésis | Détails | Le statut officiel du blason reste à déterminer.                   |

| Blason de Haulchin | Blason  | Parti de gueules au lion d'or armé et lampassé d'azur, et de France ancien. |
| Blason de Haulchin | Détails | Le statut officiel du blason reste à déterminer.                            |

| Blason de Haussy | Blason  | D'or au lion de gueules.                         |
| Blason de Haussy | Détails | Le statut officiel du blason reste à déterminer. |

| Blason de Hautmont | Blason  | D'or à trois chevrons de sable.                  |
| Blason de Hautmont | Détails | Le statut officiel du blason reste à déterminer. |

| Blason de Haveluy | Blason  | D'argent à trois jumelles de gueules.            |
| Blason de Haveluy | Détails | Le statut officiel du blason reste à déterminer. |

| Blason de Haverskerque | Blason  | D'or à la fasce de gueules.                      |
| Blason de Haverskerque | Détails | Le statut officiel du blason reste à déterminer. |

| Blason de Haynecourt | Blason  | D'or à trois aiglettes bicéphales de gueules.    |
| Blason de Haynecourt | Détails | Le statut officiel du blason reste à déterminer. |

| Blason de Hazebrouck | Blason  | D'argent au lion de sable lampassé de gueules, tenant de ses pattes un écusson d'or chargé d'un lièvre courant en bande au naturel.                                     |
| Blason de Hazebrouck | Détails | Armes parlantes (Le lièvre s'appelle haas en flamand, ce qui le rapproche de notre hase quant à elle bien française.). Le statut officiel du blason reste à déterminer. |

### He
| Blason de Hecq | Blason  | D'azur à trois quintefeuilles d'or.              |
| Blason de Hecq | Détails | Le statut officiel du blason reste à déterminer. |

| Blason de Hélesmes | Blason  | De France ancien.                                |
| Blason de Hélesmes | Détails | Le statut officiel du blason reste à déterminer. |

| Blason de Hellemmes | Blason  | De vair plain.                                                                                           |
| Blason de Hellemmes | Détails | Blason historique, Hellemmes ayant été annexée à Lille. Le statut officiel du blason reste à déterminer. |

| Blason de Hem | Blason  | D'argent au chef de gueules.                     |
| Blason de Hem | Détails | Le statut officiel du blason reste à déterminer. |

| Blason de Hem-Lenglet | Blason  | D'azur à un écusson d'argent en abîme, une bande vivrée de gueules brochant sur le tout. |
| Blason de Hem-Lenglet | Détails | Le statut officiel du blason reste à déterminer.                                         |

| Blason de Hergnies | Blason  | De gueules à dix losanges accolées et aboutées d'argent, 3, 3, 3 et 1. |
| Blason de Hergnies | Détails | Le statut officiel du blason reste à déterminer.                       |

| Blason de Hérin | Blason  | De France ancien.                                |
| Blason de Hérin | Détails | Le statut officiel du blason reste à déterminer. |

| Blason de Herlies | Blason  | D'azur à un lambel d'or soutenu de trois fleurs de lys du même. |
| Blason de Herlies | Détails | Le statut officiel du blason reste à déterminer.                |

| Blason de Herrin | Blason  | De gueules au chef d'or fretté de sable.         |
| Blason de Herrin | Détails | Le statut officiel du blason reste à déterminer. |

| Blason de Herzeele | Blason  | Coupé d'or à l'aigle éployée de sable et de gueules au lion d'argent. |
| Blason de Herzeele | Détails | Le statut officiel du blason reste à déterminer.                      |

| Blason de Hestrud | Blason  | D'or à la bande de gueules.                      |
| Blason de Hestrud | Détails | Le statut officiel du blason reste à déterminer. |

### Ho
| Blason de Holque | Blason  | D'azur à la Sainte Vierge de carnation, vêtue d'argent et nimbée d'or, assise sur un trône à l'antique du même, tenant de Sa dextre un sceptre du même et de Sa senestre l'Enfant Jésus de carnation, nimbé d'or et vêtu d'argent. |
| Blason de Holque | Détails | Le statut officiel du blason reste à déterminer. |

| Blason de Hondeghem | Blason  | D'argent à une fasce bretessée et contre-bretessée de gueules. |
| Blason de Hondeghem | Détails | Le statut officiel du blason reste à déterminer.               |

| Blason de Hondschoote | Blason  | D'hermine à la bande de gueules chargée de 3 coquilles d'or. |
| Blason de Hondschoote | Détails | Le statut officiel du blason reste à déterminer.             |

| Blason de Hon-Hergies | Blason  | De gueules à deux clefs d'or adossées en sautoir, les pannetons en haut. |
| Blason de Hon-Hergies | Détails | Le statut officiel du blason reste à déterminer.                         |

| Blason de Honnechy | Blason  | D'azur au dragon d'or lampassé de gueules, s'essorant en fasce. |
| Blason de Honnechy | Détails | Le statut officiel du blason reste à déterminer.                |

| Blason de Honnecourt-sur-Escaut | Blason  | D'argent billeté de gueules, au lion du même brochant sur le tout. |
| Blason de Honnecourt-sur-Escaut | Détails | Le statut officiel du blason reste à déterminer.                   |

| Blason de Hordain | Blason  | D'or au chef cousu d'argent*, au lion de gueules brochant sur le tout. |
| Blason de Hordain | Détails | * Ces armes emploient le terme « cousu » dans le seul but de contrevenir à la règle de contrariété des couleurs : elles sont fautives (argent sur or). Le statut officiel du blason reste à déterminer. |

| Blason de Hornaing | Blason  | De gueules à la fasce d'or accompagnée en chef d'une divise vivrée du même. |
| Blason de Hornaing | Détails | Le statut officiel du blason reste à déterminer.                            |

| Blason de Houdain-lez-Bavay | Blason  | D'or au chef bandé de gueules et d'argent.       |
| Blason de Houdain-lez-Bavay | Détails | Le statut officiel du blason reste à déterminer. |

| Blason de Houplin-Ancoisne | Blason  | D'azur au chevron d'or accompagné de trois croix recroisetées au pied fiché du même.              |
| Blason de Houplin-Ancoisne | Détails | Anciennement Houplin-lez-Seclin (jusqu'en 1950). Le statut officiel du blason reste à déterminer. |

| Blason de Houplines | Blason  | De sable au chef d'argent.                       |
| Blason de Houplines | Détails | Le statut officiel du blason reste à déterminer. |

| Blason de Houtkerque | Blason  | D'or à trois cors de chasse de sable.            |
| Blason de Houtkerque | Détails | Le statut officiel du blason reste à déterminer. |

| Blason de Hoymille | Blason  | D'or au chef échiqueté d'azur et d'argent de trois tires. |
| Blason de Hoymille | Détails | Le statut officiel du blason reste à déterminer.          |